# Питер FM (радиостанция)
«Пи́тер FM» — радиостанция, работающая в Санкт-Петербурге и Ленинградской области.

## История радиостанции
С 1998 года на частоте 100,9 FM вещала радиостанция «Радио Петроград — Русский шансон», владельцем которой являлась компания ООО «Норд Лайн».
29 декабря 2008 года доля 94% в ООО «Норд Лайн» было выкуплена ООО «Арс Легис», принадлежащей президенту корпорации PMI (ООО «Петербургская музыкальная индустрия», осуществляет в Петербурге вещание станций «Русское радио», Love Radio, DFM, Maximum и Monte Carlo, управляет промоутерской компанией «Планета Плюс», агентством по продаже билетов «Кассир.ру», рекламным агентством PMI ProMedia, сетью магазинов «Десятка»). Новый владелец сообщил о планах запустить на частоте 100,9 FM «радио по заявкам» под названием «Питер FM», в ребрендинг планировалось вложить около 20 млн рублей.
Радиостанция «Питер FM» начала своё вещание в Санкт-Петербурге и Выборге в марте 2009 года. Брэнд был зарегистрирован корпорацией PMI сразу после проката одноимённого фильма.
В сентябре 2014 года радиостанцию приобрел владелец Юридического бюро Юрьева Родион Юрьев, также ставший главным редактором. В декабре 2014 года вещательная лицензия была переоформлена на ООО Р178, а в марте на неё же перерегистрировали лицензию СМИ «Питер FM».
31 августа 2015 года владельцами радиостанции стали Сергей Ямщиков и Андрей Данилов, владельцы радиостанций «Радио для двоих» и «Радио Ваня» и основатели «Дорожного радио».
С августа 2016 года на радиостанции закрылась программа по заявкам и ряд разговорных передач и вышли в эфир новые. Также изменился музыкальный формат, теперь 90℅ эфира занимает русский рок.

## Ведущие
- Андрей Зубковский
- Женя Глюкк
- Владимир Столяров
- Блондинка Таня

## Программы
- Новости — актуальные новости Петербурга, а также России и мира.
- Погода — актуальная информация о погоде в Петербурге и Ленинградской области.
- «Гараж» — программа об автомобилях и всё, что с ними связано.
- «Вспомнить все» — программа о людях, фактах и событиях.
- Утреннее шоу «От винта!»
- Шоу «От обеда, до заката».
- Шоу «Мосты».

## Рейтинги
По состоянию на сентябрь 2015 года, среднесуточная аудитория «Питер FM» составляла 216,6 тыс. человек, и по количеству слушателей станция занимала 21 место среди 30 городских радиостанций.

## Вещание
Вещание «Питер FM» сегодня идёт круглосуточно в Северной столице и в 10 городах Ленинградской области и других регионах,а также в 2 городах Дальнего востока.Также станцию можно слушать в формате высокой чёткости на официальном сайте радиостанции, в мобильных приложениях на Android и iOS и на различных интернет платформах онлайн-радио.

### Города Вещания
- Волхов — 104,6 FM
- Выборг — 89,9 FM (с марта 2009 года по 20 июля 2015 года на 101,0 FM)
- Выкса — 102.1 FM
- Ефремов — 105.7 FM
- Кингисепп — 106.2 FM
- Кириши — 106.1 FM
- Луга — 104.7 FM
- Санкт-Петербург — 100.9 FM
- Сосновый Бор — 96.7 FM[5]
- Тихвин — 106.4 FM
- Хабаровск — 100.6 FM
- Шимановск — 101.7 FM

### Вещание планируется
- Великие Луки — 91.0 FM
- Можайск — 98.2 FM

## Премия «ПИТЕР FM»
Музыкальная премия «ПИТЕР FM» была учреждена радио Питер FM в 2010 году и первый раз состоялась 16 октября 2010 года в Ледовом дворце в Санкт-Петербурге. Отбор номинантов происходит следующим образом: каждую неделю ведущие радиостанции представляют 10 песен, которые были признаны лучшими, по мнению слушателей. По результатам подобных хит-парадов определяются номинанты. Далее на сайте «Питер FM» и с помощью смс-сообщений начинается голосование. Песни, получившие максимальное количество голосов, получают шанс стать лауреатами музыкальной премии «ПИТЕР FM».
В 2010 году в церемонии награждения победителей премии приняли участие Елена Ваенга, Александр Марцинкевич и группа «Кабриолет», Виталий Аксенов, Ринат Сафин, Рада Рай, Сергей Любавин, Александр Юрпалов, Афина, Михаил Шуфутинский, Артур, Вика Цыганова, Виктор Королёв, Сергей Куприк, Жека, Дмитрий Василевский, Алексей Югин, Радион Оваканян, Айдамир Мугу, Валерий Курас, Раиса Отрадная и многие другие. Ведущими церемонии были Алиса Шер и Дмитрий Нагиев.